# Densa

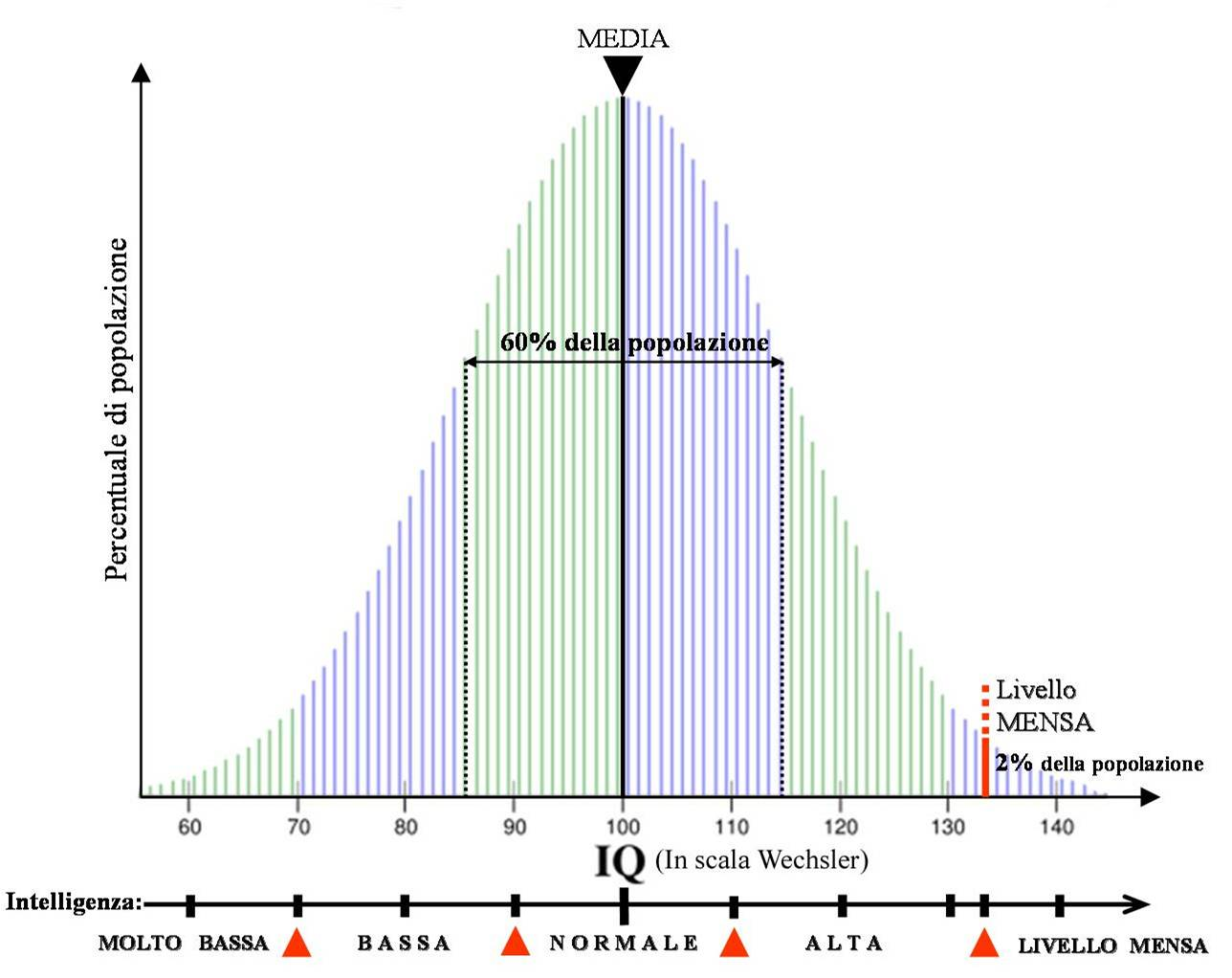
Distribuzione Gaussiana dei QI nella popolazione umana.

Il termine Densa è usato come nome di varie organizzazioni immaginarie che parodiano il Mensa (l'organizzazione per persone con intelligenza superiore al 98° percentile) in quanto dedicate agli individui non sufficientemente intelligenti per essere membri del Mensa. Sebbene alcuni suggeriscano che il nome Densa sia l'acronimo di "Diversely Educated Not Seriously Affected" (in italiano "diversamente istruiti non seriamente interessati"), il termine potrebbe anche essere un portmanteau di dense (nel senso di stupido) e Mensa.
Non esiste un'organizzazione formalmente costituita di nome Densa, soltanto gruppi o progetti informali che usano tale nome solitamente con fini scherzosi. Anche all'interno dello stesso Mensa è esistito un SIG ("special interest group", in italiano gruppo di interesse speciale, un sottogruppo informale di mensani che condivide un particolare interesse comune) che, come tutti i SIG del Mensa, richiedeva l'iscrizione al Mensa stesso.
Il concetto di un'organizzazione per gli individui non sufficientemente intelligenti per il Mensa ha avuto origine nell'agosto del 1974, quando John D. Coons pubblicò "A-Bomb-inable Puzzle II" nel Boston & Outskirts Mensa Bulletin (BOMB). L'enigma riguardava "La sezione di Boston del Densa, l'associazione con un QI basso". I numeri successivi presentavano enigmi aggiuntivi con gag su tale gruppo e furono ampiamente ristampati dalle pubblicazioni di altri gruppi del Mensa prima che il concetto di gruppo con un QI basso guadagnasse una diffusione più ampia negli anni '70, in cui altri quiz e simili venivano creati da un più ampio gruppo di individui.
Un libro umoristico intitolato The Densa Quiz: The Official & Complete Dq Test of the International Densa Society è stato scritto nel 1983 da Stephen Price e J. Webster Shields.